# Lingatjärnsberget
Lingatjärnsberget är ett naturreservat om omfattar berget med samma namn i Hudiksvalls kommun i Gävleborgs län.
Området är naturskyddat sedan 2018 och är 183 hektar stort. Reservatet består av gammal tallskog och barrblandskog.